# Гоквайлер
Гоквайлер (нім. Hockweiler) — громада в Німеччині, розташована в землі Рейнланд-Пфальц. Входить до складу району Трір-Саарбург. Складова частина об'єднання громад Трір-Ланд.
Площа — 2,08 км2. Населення становить 271 ос. (станом на 31 грудня 2020).